# 銼雀鯛
銼雀鯛（學名：Pomacentrus limosus），是輻鰭魚綱鱸形目雀鯛科雀鯛屬的其中一種，分布於東印度洋西澳大利亞海域，深度8至10公尺，本魚體呈橢圓形且側扁，體呈淺灰色，頭上有分散的藍色斑點，背鰭硬棘部有狹窄的黑色邊緣，在側線起點附近有一個小的、不顯眼的暗色斑點。幼魚在背鰭軟條底部有一個黑色的眼狀斑，背鰭硬棘13枚、背鰭軟條15枚、臀鰭硬棘2枚、臀鰭軟條15-16枚，體長可達4.6公分，棲息在有沙泥淤積的岩石區域，以浮游生物為食，繁殖期時成對出現，雄魚會守護卵直到孵化，生活習性不明。